# Mihail Tyimofejevics Kalasnyikov

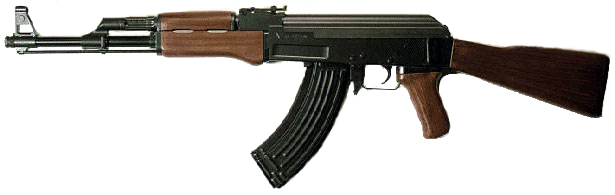
Kalasnyikov mesterműve, az AK–47

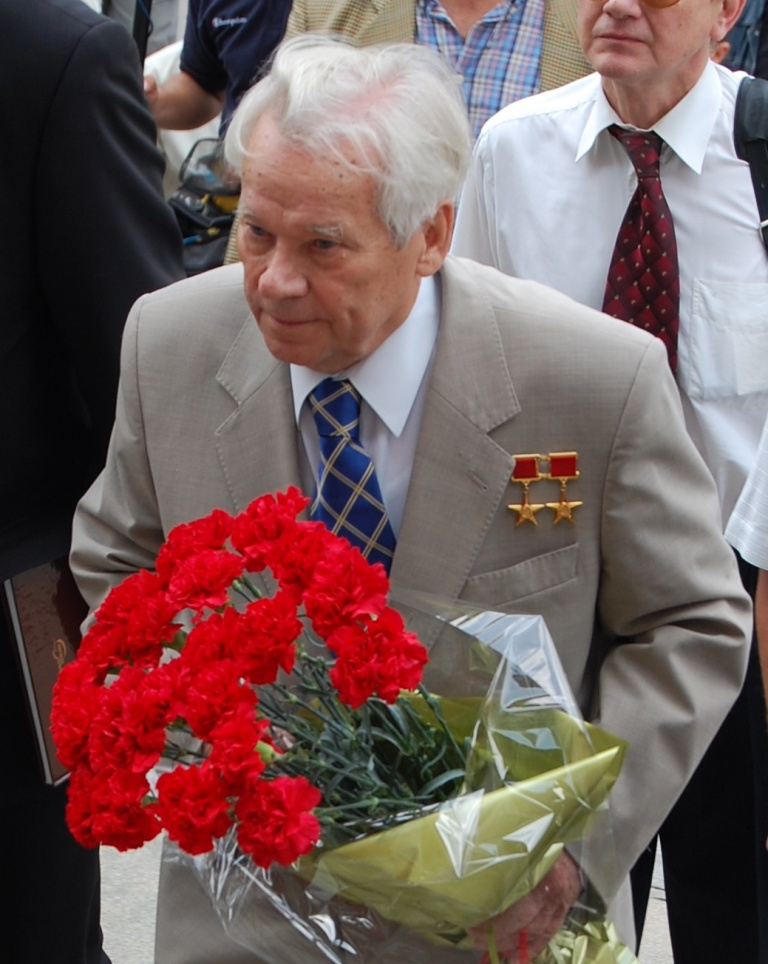
Mihail Kalasnyikov 2007-ben

Mihail Tyimofejevics Kalasnyikov (oroszul: Михаил Тимофеевич Калашников; Kurja, 1919. november 10. – Izsevszk, 2013. december 23.) orosz származású szovjet katona, altábornagy, fegyvertervező. Az AK–47-es gépkarabély tervezője.

## Élete és pályafutása

### Fiatalkora
Mihail Kalasnyikov 1919. november 10-én született az Altáj kormányzóság egyik falujában, Kurjában, – egy Kubányból áttelepült – paraszti családban tizenhetedik gyermekként. A családnak tizenkilenc gyermeke született, de csak nyolcan nőttek fel, hat fiú és két lány. 1930-ban, kuláknak bélyegzett családját a Tomszki területre száműzték. Édesapja ennek az évnek decemberében halt meg tuberkulózisban. A saját maga által hamisított papírokkal 1934-ben visszaszökött nővéréhez az 1000 km-re levő Kurjába, de sógora miatt nem tudott ottmaradni. Egy év múlva, ezúttal Gavriil barátjával – aki egyben földije is volt - szökött a szülőfalujába. Gavriil egy hibás Browning pisztolyt ajándékozott neki, ami miatt feljelentették és 1937-ben el kellett menekülniük. Mihail így középiskolai tanulmányait sem tudta befejezni, a 9. osztályig jutott el. Barátja testvéréhez szöktek Matajba, ami egy kazahsztáni település volt a Turkesztán-Szibériai vasútvonal mentén. Itt leltározóként dolgozott. Mihailt 1938-ban besorozták a Vörös Hadseregbe. A második világháborúban harckocsizóként szolgált, járművét 1941-ben kilőtték és ő is súlyosan megsebesült.
A hátországba szállították, ahol hat hónapi kórházi kezelése során gyakran szembesült a szovjet gyalogos katonák harctéri kiszolgáltatottságáról szóló beszámolókkal, mivel ekkor a Vörös Hadsereg a német Wehrmachttal ellentétben csak kis számban rendelkezett géppisztolyokkal (egyéni sorozatlövő fegyverekkel). Lábadozása közben megtervezett egy 7,62×25 mm TT lőszerhez szerkesztett géppisztolyt, ezt azonban szerkezeti hiányosságai és a PPS–41, PPSZ–43 fegyverek időközben felfuttatott gyártása miatt nem fogadták el.
Tehetségét felismerve áthelyezték egy nagyobb közép-ázsiai vasútállomásra, ahol alkalma nyílt igénybe venni a remíz szerszámgép-parkját és az ott dolgozó fémművesek gyakorlati szakértelmét. Később bekerült egy, az Urál mögé áttelepített fegyvertervező irodába, ahol feladatául kapta a háború alatt csak névleg rendszeresített szovjet 43M rövid töltényhez alkalmas automata fegyverszerkezetek vizsgálatát.

### Az AK-47-es gépkarabély megalkotása
A háború után közel 25 éven át az izsevszki (Udmurtföld) fegyvergyárban dolgozott, itt lakott a Borogyino utca 11. alatt. Az általa tervezett konstrukciót AK–47 néven 1949-re rendszeresítették a szovjet hadseregben – mivel a próbákon rendkívül strapabíró, igénytelen, megbízható, egyeslövésben relatíve pontos, sorozatlövésben nagy tűzerejű fegyvernek bizonyult. Az egyszerű és tömegesen gyártható AK–47 egyértelmű győztesnek bizonyult, mivel Kalasnyikov vetélytársai karbantartásra kényes (billenőzáras) vagy szokatlan (bull-pup) elrendezésű prototípusokat nyújtottak be elbírálásra.
A „Kalasnyikov” gépkarabély és fegyvercsalád rövid időn belül világszerte elterjedt, napjainkig mintegy 80-100 millió darabot gyártottak belőle, többek között Magyarországon is legalább 3 milliót (AKSZSZ, AKM–63, AMD–65, AMP–69 stb. változatok). Az AK–47 szerepel Mozambik zászlajában és Kelet-Timor címerében, egyes afrikai területeken a „Kalash” nevet gyakran adják fiúgyermekeknek.

### A PK és a PKM géppuska
Mihail Kalasnyikov másik kiemelkedő alkotása az általa vezetett nagyobb tervezőgárda által létrehozott PK, majd annak modernizált változata, a PKM géppuska.
A szovjet–orosz szabványos 7,62×54 mm R (39M) puskatöltény egy 1891-ből származó konstrukció, amely kedvezőtlen peremes hüvely-kialakítással rendelkezik és elavult, nem széteső tagú hevedertípusba töltik. Ezért az ilyen űrméretű géppuskába javadalmazott lőszereket nem lehet egyszerűen előrenyomni a töltényűrbe a lövés kiváltásához, hanem előbb a perem miatt hátrafelé ki kell azt húzni, majd lesüllyesztve áttolni a heveder alatt. Ehhez bonyolultabb szerkezet szükséges, amely csekélyebb megbízhatóságot, esetleg jelentős tömegnövekedést jelent – géppuskánál az első lehetőség elfogadhatatlan, a második nemkívánatos.
A PKM géppuska a problémát részben az AK–47 fegyverből átvett forgó zárfejes, gázelvételes automata rendszerrel és egy zseniális, többfunkciós zárvezető kerettel oldja meg. Ez az egyetlen precíziósan megmunkált, fekvő L alakú acéltömb mintegy kilenc különféle feladatot lát el egyidejűleg, így maga a géppuska alig 30 alkatrészből áll össze.
Az eredetileg PK néven az 1960-as évek elején rendszeresített Kalasnyikov-géppuska hatásossága és megbízhatósága miatt azonnal sikeresnek bizonyult, azonban az elavult műszaki előírások miatt a nyugati fegyverekhez képest túlsúlyos lett. A felesleges csőhűtő bordák elhagyásával és a tokhoz használt, profillal szilárdított, préselt lemezek falvastagságának csökkentésével hozták létre a PKM géppuskát, amely egyszerűbb és könnyebb állvánnyal szerelve minden tekintetben megfelelőnek bizonyult és 1969 óta változatlan formában, folyamatosan gyártásban van. PKT néven készítik a harcjárművekbe szánt vastagabb csövű, elektromos (szolenoid) elsütésű változatát.
A PKM géppuska sokoldalúságára jellemző, hogy a Magyar Honvédség kivonta a rendszerből a szintén Kalasnyikov által tervezett RPK golyószórókat és közel hasonló szerepkörben villaállványra szerelt 100 lőszeres PKM változatokat alkalmaz, miközben szakasz géppuskaként háromlábú állványon álló 200 lőszeres PKMSZ fegyverek szolgálnak.

### Halála
Mihail Kalasnyikov hosszú betegeskedést követően 2013. december 23-án halt meg intenzív kórházi ápolást követően Izsevszk egyik kórházában. 2013. december 27-én az Oroszországi Föderáció katonai temetőjében, a Moszkva környéki Mityiscsi település közelében temették el.

## Érdekességek
A világhírre szert tett feltaláló, a számtalan állami kitüntetésen kívül semmit sem kapott az AK-47 megalkotásáért, pedig legalább 100 millió ilyen gépkarabélyt értékesítettek az egész világon. 2003-ban a Marken Marketing International (MMI) cég kérésére Mihail Kalasnyikov és családja hozzájárult, hogy nevét védjegyként lajstromoztassák és használják polgári célú árucikkek, például esernyők és töltőtollak, halogénlámpa, zsebkés és energiaital forgalmazására.
Amikor 2013 októberében Steven Seagal amerikai akciófilmszínész Udmurtföld fővárosába, Izsevszkbe látogatott, ahol a Kalasnyikovokat gyártják, levélben mondott köszönetet Mihail Kalasnyikovnak „mindazért, amit annak érdekében tett, hogy legyőzzük a gonoszt, amely azoktól származik, akik a szabadságunkra törnek”.
Még élt, amikor múzeumot nyitottak neki szülőfalujában, Kurjában, az oroszországi Altaji területen. A múzeum bemutatja Kalasnyikov gyermek- és ifjúkorát, a világhírűvé és rendkívül elterjedtté vált gépkarabély elkészítésének történetét és a tervező életútját is. Mihail Kalasnyikov számos személyes tárgyát a múzeumnak adta, köztük a neves amerikai Harvard Egyetemtől kapott tiszteletbeli professzori talárját, valamint azt a levelet is, amelyben Hugo Chávez felmagasztalta az AK gépkarabélyt.
Kalasnyikov 7,5 m magas emlékművét 2017. szeptember 19-én avatták fel Moszkvában. Szalavat Scserbakov egész alakos szobra a tervezőt kezében az AK-47-essel ábrázolja. Érdekesség, hogy a további fegyvereit és tervrajzait domborműves formában megjelenítő talapzaton már elkészülte után kellett egy súlyos hibát korrigálni: eredetileg Kalasnyikov egy gépkarabélya helyett tévedésből a Hugo Schmeisser által tervezett, a Wehrmacht által 1944-ben rendszeresített StG44 gépkarabélyt mintázták meg.
2020. február 20-án Az AK-47 elkészítéséről és Kalasnyikov életének ezen részéről orosz háborús film debütált a mozikban. IMDB